# Herb gminy Bartniczka
Herb gminy Bartniczka – jeden z symboli gminy Bartniczka, autorstwa Krzysztofa Mikulskiego, ustanowiony 20 czerwca 2009.

## Wygląd i symbolika
Herb przedstawia na tarczy polu błękitnym pień drzewa bartnego o trzech sękach w barwie naturalnej z otworem barci czarnym, płaszczką złotą mocowaną dwoma srebrnymi sznurami. Po obu stronach barci trzy pszczoły: jedna z prawej i dwie z lewej strony. Jest to tzw. herb mówiący, nawiązujący do nazwy gminy. 